# Kabinett Killinger

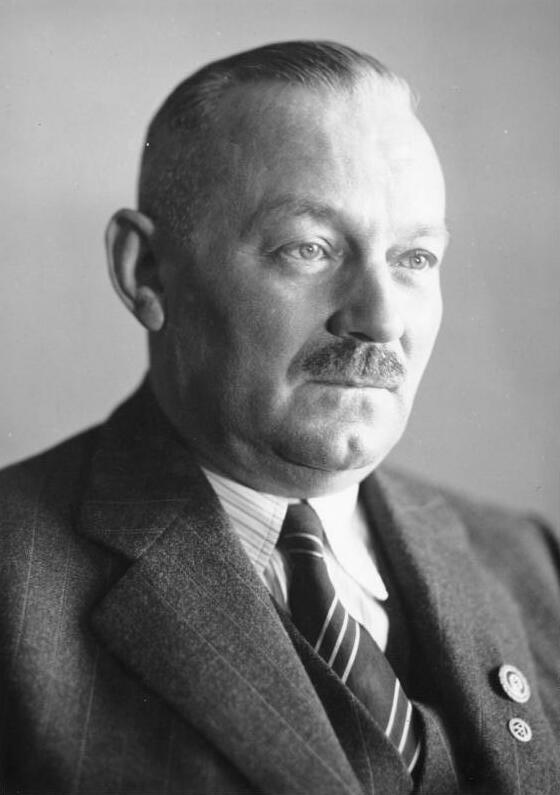
Manfred von Killinger 1940

Das Kabinett Killinger  bildete vom 10. März 1933 bis 28. Februar 1935 die Landesregierung von Sachsen (bis 6. Mai 1933 als Reichskommissariat).
| Amt                  | Name                                                                                    | Partei          |
| -------------------- | --------------------------------------------------------------------------------------- | --------------- |
| Ministerpräsident    | Manfred von Killinger                                                                   | NSDAP           |
| Inneres              | Manfred von Killinger (bis 6. Mai 1933) Karl Fritsch                                    | NSDAP           |
| Finanzen             | Friedrich Johannes Kluge (bis 6. Mai 1933) Rudolf Kamps                                 | parteilos NSDAP |
| Justiz               | Otto Thierack (bis 4. Dezember 1934)                                                    | NSDAP           |
| Wirtschaft           | Friedrich Johannes Kluge (bis 6. Mai 1933) Georg Lenk                                   | parteilos NSDAP |
| Arbeit und Wohlfahrt | Erich Kunz (bis 6. Mai 1933) Georg Schmidt                                              | NSDAP NSDAP     |
| Volksbildung         | Wilhelm Hartnacke (bis 6. Mai 1933) Georg Gerullis (bis 10. Mai 1933) Wilhelm Hartnacke | DNVP NSDAP      |